# برلمان القردة (لوحة)
برلمان القردة، هي لوحة زيت على قطعة قماش رسمها بانكسي في 2009، تصور مجموعة من الشمبانزي يتشاورون في مجلس العموم - وهو تعليق محجوب من الفنان، الذي لا يعرف عنه الكثير بالتأكيد بعد أنه يحمل الجنسية البريطانية. في 2019، أصبحت أغلى أعمال بانسكي، حيث بيعت مقابل 12.2 مليون دولار في قاعة مزادات سوذبيز في لندن، يوم 3 أكتوبر 2019.

## اللوحة
تبلغ أبعاد اللوحة 2.5 م × 4.2 م. كانت تحمل اسم «وقت التساؤل» عندما عرضت لأول مرة في متحف ومعرض بريستول للفن في معرض بانسكي 2009. في 2011 بيعت لجامع فنون خاص.